# Karol Szymanowski
Karol Maciej Korwin-Szymanowski (født 3. oktober 1882, død 29. marts 1937) var en polsk komponist og pianist. Szymanowski komponerede i et bredt udvalg af musikalske genrer og med gennemgående høj kvalitet. Hans mest kendte værk er symfoni nr. 3 Nattens sang.

## Indflydelse
Szymanowski fik inspiration fra komponister som Richard Wagner, Richard Strauss, Max Reger, Alexander Scriabin og impressionisterne Claude Debussy og Maurice Ravel. Han var også påvirket af landsmanden Chopin og polsk folkemusik. Ligesom Chopin skrev Szymanowski flere mazurkaer for klaver.

## Udvalgte værker
- Symfoni nr. 1 (1907) - for orkester
- Symfoni nr. 2 (1909-1910) - for orkester
- Symfoni nr. 3 "Nattesang om" (1916) - for orkester
- Symfoni nr. 4 "Koncertante" (1932) - for klaver og orkester
- 2 Violinkoncerter (1916, 1933) - for violin og orkester
- Operaerne Hagith (1912-1913), og Król Roger (Kong Roger) (1918-1924)
- Klavermusik, bl.a. fire etuder (1902), 20 mazurkaer (1924-1926), og "Métopes" (1915)
- To Strygekvartetter (1917, 1927)
- "Stabat Mater" (1925-1926) - for kor
- Sonate (1904) - for violin og klaver